# Basistarif
Der Basistarif ist ein branchenweit einheitlicher Tarif in der privaten Krankenversicherung (PKV), der mit der Gesundheitsreform 2007 eingeführt wurde.
Per Gesetz wurde unter anderem zum 1. Januar 2009 eine allgemeine Versicherungspflicht eingeführt. Auch nicht (mehr) versicherte Personen, die der PKV zuzuordnen sind, wie selbständig Tätige und Freiberufler, sollten künftig (wieder) über einen Versicherungsschutz im Krankheitsfall verfügen. Personen mit Wohnsitz im Inland, die nicht in der gesetzlichen Krankenversicherung versichert oder versicherungspflichtig sind, wurden deshalb verpflichtet, bei einem in Deutschland zum Geschäftsbetrieb zugelassenen Versicherungsunternehmen für sich selbst und für die von ihr gesetzlich vertretenen Personen eine Krankheitskostenversicherung, die mindestens eine Kostenerstattung für ambulante und stationäre Heilbehandlung umfasst, abzuschließen und aufrechtzuerhalten. Die Versicherer wurden zur Aufnahme dieser Personen verpflichtet.
Man ging seinerzeit von bis zu 300 000 Personen ohne Absicherung in der gesetzlichen oder privaten Krankenversicherung aus, die vom Basistarif erfasst werden sollten.
Wesentliche gesetzliche Regelungen zum Basistarif ergeben sich seit dem 1. Januar 2016 aus § 152 Versicherungsaufsichtsgesetz (VAG).
Die Vertragsleistungen im Basistarif müssen in Art, Umfang und Höhe mit den Pflichtleistungen der gesetzlichen Krankenversicherung vergleichbar sein (§ 152 Abs. 1 VAG) und der Beitrag darf den Höchstbeitrag der gesetzlichen Krankenversicherung nicht überschreiten (§ 152 Abs. 3 VAG). Bei Verträgen im Basistarif darf der Versicherer mit Rücksicht auf ein erhöhtes Risiko keinen Risikozuschlag oder Leistungsausschluss vereinbaren (§ 203 Abs. 1 Satz 2 Versicherungsvertragsgesetz, VVG).

## Zugang zum Basistarif
Folgende Personen sind im Basistarif aufnahme- und versicherungsfähig, das heißt, diese Personen können eine Versicherung im Basistarif wählen, sind jedoch nicht dazu verpflichtet. Sie können ihre Versicherungspflicht auch durch die Versicherung in einem anderen Tarif erfüllen. Umgekehrt muss der Versicherer diese Personen im Basistarif versichern, wenn diese es wünschen:
- Personen, die seit dem 31. Dezember 2008 freiwilliges Mitglied einer GKV werden (grundsätzlich innerhalb von sechs Monaten nach Beginn der freiwilligen Mitgliedschaft)
- Personen mit Wohnsitz in Deutschland, die weder in der GKV versicherungspflichtig sind noch Leistungen nach dem Asylbewerberleistungsgesetz beanspruchen können noch Hilfe zum Lebensunterhalt, Grundsicherung im Alter und bei Erwerbsminderung, Eingliederungshilfe für behinderte Menschen oder Hilfe zur Pflege beziehen noch bereits ausreichend privat krankenversichert sind (anderweitig unversicherte Personen)
- Privatversicherten mit Wohnsitz in Deutschland, die ihren Versicherungsvertrag nach dem 31. Dezember 2008 abgeschlossen haben (Personen, die gem. § 193 Abs. 3 VVG seit dem 1. Januar 2009 der Versicherungspflicht unterliegen)
- Personen, die bereits vor dem 1. Januar 2009 privat krankenversichert waren und das 55. Lebensjahr vollendet haben oder das 55. Lebensjahr noch nicht vollendet haben, aber die Voraussetzungen für den Anspruch auf eine gesetzliche Rente erfüllen und diese Rente beantragt haben oder eine beamtenrechtliche Pension beziehen oder hilfebedürftig nach dem SGB II oder SGB XII sind
- Personen, die am 31. Dezember 2008 im Standardtarif versichert waren
- Beihilfeberechtigte, die einen die Beihilfe ergänzenden Versicherungsschutz benötigen.

Der Wechsel in den Basistarif unter Anrechnung der aus dem bisherigen Vertrag erworbenen Rechte und der Alterungsrückstellung ist Bestandsversicherten nur möglich, wenn
a) die bestehende Krankheitskostenversicherung nach dem 1. Januar 2009 abgeschlossen wurde oder
b) der Versicherungsnehmer das 55. Lebensjahr vollendet hat oder das 55. Lebensjahr noch nicht vollendet hat, aber die Voraussetzungen für den Anspruch auf eine gesetzliche Rente erfüllt und diese Rente beantragt hat oder eine beamtenrechtliche Pension bezieht oder hilfebedürftig nach dem SGB II oder SGB XII ist oder
c) die bestehende Krankheitskostenversicherung vor dem 1. Januar 2009 abgeschlossen wurde und der Wechsel in den Basistarif vor dem 1. Juli 2009 beantragt wurde (§ 204 Abs. 1 Nr. 1a bis 1c VVG).
Wechseln Versicherte im Basistarif von einem zu einem anderen Versicherungsunternehmen, ändert sich durch die Anrechnung der übertragbaren Alterungsrückstellung – abgesehen von unternehmensspezifischen Kostenzuschlägen – nichts an der Beitragshöhe. Durch die brancheneinheitliche Ausgestaltung des Basistarifs bleiben auch die Leistungen gleich.
Personen, die bereits vor dem 1. Januar 2009 privat krankenversichert waren und das 55. Lebensjahr vollendet haben oder das 55. Lebensjahr noch nicht vollendet haben, aber die Voraussetzungen für den Anspruch auf eine gesetzliche Rente erfüllen und diese Rente beantragt haben oder eine beamtenrechtliche Pension beziehen oder hilfebedürftig nach dem SGB II oder SGB XII sind sowie Personen, die am 31. Dezember 2008 im Standardtarif versichert waren, können nur bei dem Unternehmen, bei dem schon bisher die Versicherung bestanden hat, Aufnahme in den Basistarif verlangen.
Die bis zum 31. Dezember 2008 von Personen ohne Versicherungsschutz abgeschlossenen Versicherungsverträge im Standardtarif wurden zum 1. Januar 2009 auf Verträge im Basistarif umgestellt (§ 315 Abs. 4 SGB V). Nur Versicherte, die sich bis zum 31. Dezember 2008 in Normaltarifen privat krankenversichert hatten, genießen Bestandsschutz und können auch künftig noch statt in den Basis- in den Standardtarif wechseln. Neukunden ist der Standardtarif nicht mehr zugänglich.

## Tarifvarianten

### Kinder und Jugendliche
Die PKV-Versicherungsunternehmen müssen im Basistarif Varianten vorsehen für Kinder und Jugendliche. Bei dieser Variante werden bis zur Vollendung des 21. Lebensjahres keine Alterungsrückstellungen gebildet (§ 152 Abs. 1 Satz 2 Nr. 1 VAG).

### Selbstbehalte und Beihilfeberechtigte
Gleiches gilt für Beamte und deren Angehörige mit Anspruch auf Beihilfe (Begrenzung der Leistungen auf Ergänzung der Beihilfe). Zudem müssen Versicherte auf Wunsch Selbstbehalte (300, 600, 900 oder 1.200 Euro, bei Beihilfeberechtigten anteilig für den nicht durch die Beihilfe gedeckten Teil) in Anspruch nehmen und ändern können. Die Versicherungsunternehmen ziehen vereinbarte Selbstbehalte von den Erstattungszahlungen ab. Auszahlungen erfolgen nur bei Überschreiten des vereinbarten Selbstbehalts.

## Beitragshöhe
Die Höhe des Beitrags zum Basistarif ist gemäß § 152 Abs. 3 VAG auf den Höchstbeitrag der GKV begrenzt. Der individuelle Beitrag zum Basistarif kann niedriger ausfallen als der Höchstbeitrag. Der Höchstbeitrag ergibt sich aus der Multiplikation des allgemeinen Beitragssatzes mit der jeweils geltenden Beitragsbemessungsgrenze in der gesetzlichen Krankenversicherung, zuzüglich des durchschnittlichen Zusatzbeitrags gemäß § 242a Abs. 2 SGB V. Bezieher von Leistungen nach dem SGB II (Arbeitslosengeld II, Sozialgeld) oder dem SGB XII (Sozialhilfe) können die Halbierung des Beitrags zum Basistarif verlangen (§ 152 Abs. 4 VAG).
{\displaystyle {\frac {{\text{Beitrag}}_{\text{max}}(t)}{\text{Monat}}}={\frac {{\text{Beitragsbemessungsgrenze}}(t)}{12{\text{ Monate}}}}\cdot {\text{Beitragssatz}}(t)+{\text{Zusatzbeitrag}}(t)}
Entwicklung des Höchstbeitrags in der GKV seit Einführung des Basistarifs (inklusive durchschnittlichem Zusatzbeitrag, Versicherte ohne Kinder):
| ab             | Höchstbeitrag | halbiert |
| -------------- | ------------- | -------- |
| 1. Januar 2009 | 569,63 €      | 284,81 € |
| 1. Januar 2010 | 558,75 €      | 279,38 € |
| 1. Januar 2011 | 575,44 €      | 287,72 € |
| 1. Januar 2012 | 592,88 €      | 296,44 € |
| 1. Januar 2013 | 610,31 €      | 305,16 € |
| 1. Januar 2014 | 627,75 €      | 313,88 € |
| 1. Januar 2015 | 602,25 €      | 301,13 € |
| 1. Januar 2016 | 618,68 €      | 309,34 € |
| 1. Januar 2017 | 635,10 €      | 317,55 € |
| 1. Januar 2018 | 646,05 €      | 323,03 € |
| 1. Januar 2019 | 662,48 €      | 331,24 € |
| 1. Januar 2020 | 735,94 €      | 367,97 € |
| 1. Januar 2021 | 769,16 €      | 384,58 € |
| 1. Januar 2022 | 769,16 €      | 384,58 € |
| 1. Januar 2023 | 807,98 €      | 403,99 € |
| 1. Januar 2024 | 843,53 €      | 421,77 € |
| 1. Januar 2025 | 942,64 €      | 471,32 € |

## Tarifliche Erstattungsleistungen
Versicherungsfall in der PKV ist die medizinisch notwendige Heilbehandlung einer versicherten Person wegen Krankheit oder Unfallfolgen (§ 192 VVG). Er beginnt mit der Heilbehandlung.
Zu den vertragstypischen Leistungen des Versicherers gehört gem. § 192 Abs. 1 Satz 1 VVG, im vereinbarten Umfang die Aufwendungen für medizinisch notwendige Heilbehandlung wegen Krankheit oder Unfallfolgen und für sonstige vereinbarte Leistungen einschließlich solcher bei Schwangerschaft und Entbindung sowie für ambulante Vorsorgeuntersuchungen zur Früherkennung von Krankheiten nach gesetzlich eingeführten Programmen zu erstatten. Die medizinische Notwendigkeit beurteilt sich nach der Rechtsprechung des Bundesgerichtshofs dabei nicht nach der im Behandlungsvertrag vereinbarten Leistung und dem von Behandler und Patient als notwendig erachteten Behandlungsumfang, sondern „nach den objektiven medizinischen Befunden und Erkenntnissen im Zeitpunkt der Vornahme der Behandlung.“ Ist die ärztliche Behandlung danach vertretbar, ist sie als medizinisch notwendig anzusehen und erstattungspflichtig. Leistungen, die nach den Regeln der ärztlichen Kunst für eine medizinisch notwendige ärztliche Versorgung erforderlich sind, darf der behandelnde Arzt nach der Gebührenordnung für Ärzte berechnen (§ 1 GOÄ).
Von diesen Grundsätzen weicht der Basistarif wesentlich ab.
Zwar berechnet der Arzt auch hier seine Vergütung nach der GOÄ, die Vertragsleistungen des Versicherers sind aber in Art, Umfang und Höhe nur den Leistungen nach dem Dritten Kapitel des Fünften Buches Sozialgesetzbuch, auf die ein Anspruch besteht, „vergleichbar“ (§ 152 Abs. 1 Satz 1 VAG). Hinsichtlich der vom Versicherer zu erstattenden Aufwendungen kommt es also nicht auf deren medizinische Vertretbarkeit an, sondern auf deren „Vergleichbarkeit“ mit den Pflichtleistungen der GKV. Der Leistungsanspruch auf bestimmte Behandlungen oder Untersuchungen ist in der vertragsärztlichen Versorgung nicht im Einzelnen durch das Sozialgesetzbuch geregelt, sondern wird im Rahmen des Selbstverwaltungsprinzips von dem Gemeinsamen Bundesausschuss (G-BA) in verbindlichen Richtlinien näher konkretisiert (§ 92 SGB V). Diese müssen das Wirtschaftlichkeitsgebot des § 12 SGB V beachten.
Mit der Festlegung der Leistungen im Basistarif nach Art, Umfang und Höhe und deren fortlaufenden Anpassungen an Veränderungen im Bereich der GKV ist gemäß § 158 Abs. 2 VAG der Verband der privaten Krankenversicherung e. V. beliehen. Er hat zu diesem Zweck die Allgemeinen Versicherungsbedingungen für den Basistarif (AVB/BT 2009) erstellt. Das Bundesministerium der Finanzen übt hinsichtlich dieser Festlegungen die Fachaufsicht über den PKV-Verband aus.
Nach Art und Umfang sind danach nur diejenigen Leistungen erstattungsfähig, die für die vertragsärztliche Versorgung im Bundesmantelvertrag-Ärzte/Ersatzkassen, dem Einheitlichen Bewertungsmaßstab sowie den Richtlinien des Gemeinsamen Bundesausschusses festgelegt sind. Nicht erstattungsfähig sind Individuelle Gesundheitsleistungen, freiwillige Leistungen der Krankenkassen über Wahltarife und Aufwendungen für eine medizinische Behandlung im Ausland. Die Vergütungshöhe haben die Kassenärztliche Bundesvereinigung und der Verband der privaten Krankenversicherung e. V. im Einvernehmen mit den Beihilfekostenträgern mit Wirkung zum 1. April 2010 vereinbart. Im Rahmen der ärztlichen Behandlung von Basistarifversicherten sind die dort der Höhe nach begrenzten Steigerungsfaktoren bei der Berechnung im Basistarif versicherter ärztlicher Leistungen von den Vertragsärzten zugrunde zu legen. Die Vereinbarung zur Leistungshöhe galt ursprünglich bis zum 31. Dezember 2012, verlängert sich aber jeweils um ein weiteres Jahr, wenn nicht eine der Parteien mit einer Vorlauffrist von mindestens 6 Monaten vor dem jeweiligen Ablauf eine Aufnahme von Verhandlungen verlangt.
Die Vertragsärzte sind gesetzlich nicht verpflichtet, den im Basistarif Versicherten (nur) die in diesem Tarif erstattungsfähigen Pflichtleistungen der GKV zu erbringen. Hinsichtlich der Erstattungsleistungen wird jedoch eine Behandlung „entsprechend den Pflichtleistungen der GKV“ fingiert. Die Differenz zu den Aufwendungen für eine medizinisch notwendige ärztliche Versorgung geht zulasten der Versicherten (§ 630a Abs. 1 HS 2 BGB).
Von mehreren wirkstoffgleichen Arzneimitteln ist in der Regel nur eines der drei preisgünstigsten erstattungsfähig, d. h. nur ein sog. Nachahmerpräparat (Generikum), nicht hingegen das Original.
Keine Leistungspflicht besteht nach § 5 Nr. 1 lit. f der AVB/BT 2009 für eine durch Pflegebedürftigkeit oder Verwahrung bedingte Unterbringung. Eine durch Verwahrung bedingte Unterbringung besteht, wenn die versicherte Person auf Grund behördlicher oder gerichtlicher Anordnung in einem Krankenhaus untergebracht ist, ohne dass sie sich dem widersetzen könnte, sie mithin dort zur Verwahrung untergebracht ist, was u. a. bei Unterbringung nach dem Psychisch-Kranken-Gesetz anzunehmen ist.
Anders als der Standardtarif kann der Basistarif mit Zusatzversicherungen ergänzt werden (§ 152 Abs. 1 Satz 6 VAG). Solange ein Versicherter jedoch wegen Hilfebedürftigkeit nach dem SGB II oder SGB XII auf die Halbierung des Beitrags angewiesen ist, kann der Versicherer verlangen, dass zum Basistarif abgeschlossene Zusatzversicherungen ruhen (§ 193 Abs. 11 VVG).
|                                                             | Maximale Steigerungsfaktoren nach GOÄ | Maximale gesetzlich festgelegte Steigerungsfaktoren für den Basistarif bis 31. März 2010 (§ 75 Abs. 3a Satz 2 SGB V) | Zum 1. April 2010 vereinbarte maximale Steigerungsfaktoren für den Basistarif (§ 75 Abs. 3b Satz 1 SGB V) |
| ----------------------------------------------------------- | ------------------------------------- | --- | --- |
| Kapitel A, E,O GOÄ (medizinisch-technische Leistungen)      | 2,5                                   | 1,38 | 1,0 |
| Kapitel M und Nr. 437 GOÄ (Laborleistungen)                 | 1,3                                   | 1,16 | 0,9 |
| alle übrigen Kapitel GOÄ (persönliche ärztliche Leistungen) | 3,5°                                  | 1,8 | 1,2 |
| zahnärztliche Leistungen nach GOZ                           | 3,5°                                  | 2,0 | -°° |

° Bei vorheriger schriftlicher Vereinbarung auch höher.

°°Für zahnärztliche Leistungen verbleibt es mangels einer abweichenden Vereinbarung für den Basistarif bei dem in § 75 Abs. 3a Satz 2 SGB V gesetzlich auf 2,0 begrenzten Gebührensatz.

## Besonderheiten

### Versicherungspflicht und Kontrahierungszwang
Nach § 193 Abs. 3 VVG ist grundsätzlich jede Person mit Wohnsitz im Inland verpflichtet, eine private Krankheitskostenversicherung abzuschließen, sofern sie nicht in der GKV oder einem anderen Leistungssystem wie der Beihilfe abgesichert ist. Diese Maßgabe erfüllt der Basistarif, für den seitens der Versicherungsunternehmen ein Kontrahierungszwang besteht.
Gesetzliche Ausnahmen von diesem Kontrahierungszwang bestehen lediglich, wenn der Antragsteller bereits bei dem betreffenden Versicherungsunternehmen versichert war und das Versicherungsunternehmen den Versicherungsvertrag wegen Drohung oder arglistiger Täuschung angefochten hatte oder vom Versicherungsvertrag wegen einer vorsätzlichen Verletzung der vorvertraglichen Anzeigepflicht zurückgetreten war (§ 152 Abs. 2 Satz 4 Nr. 1 und Nr. 2 VAG).
Weitere Ausnahmen von dieser Verpflichtung bestehen nach Beschlüssen des Bundesverfassungsgerichts bei verfassungskonformer Auslegung des § 193 Abs. 5 Satz 1 VVG und des § 12 Abs. 1b Satz 1 VAG a.F. für kleinere private Versicherungsvereine auf Gegenseitigkeit bei Nichtmitgliedern. Der Kontrahierungszwang greife hier anderenfalls in die Vereinigungsfreiheit (Art. 9 Abs. 1 GG) ein und bestehe daher nur gegenüber Aufnahmebewerbern, die die satzungsmäßigen Voraussetzungen des jeweiligen Vereins für eine Mitgliedschaft erfüllen. Die beiden Beschwerdeführer wiesen rund 4.200 (1.) bzw. 879 Versicherte (2.) auf. Der Kreis der Mitglieder zu 1. war satzungsgemäß beschränkt auf katholische Priester und Priesteramtskandidaten im Pastoralkurs, sofern die Versicherungsnehmer einer deutschen Diözese angehören oder in einer dieser Diözesen ihren Wohnsitz oder ihre dienstliche Tätigkeit hatten. Mitglied zu 2. konnte jeder der Diözese Rottenburg-Stuttgart inkardinierte Priester werden, soweit er das 50. Lebensjahr noch nicht überschritten hatte. Alumnen und Diakone, die der Diözese zuzuordnen waren, konnten außerordentliche Mitglieder werden.

### Ausweisobliegenheit
Nach § 9 Nr. 5 AVB/BT sind die Versicherten verpflichtet, gegenüber Leistungserbringern wie Ärzten, Apotheken und Krankenhäusern unter Vorlage des vom Versicherer ausgehändigten Ausweises auf ihren Versicherungsschutz im Basistarif hinzuweisen.
Die Krankenkassen stellen dagegen für jeden gesetzlich Versicherten eine elektronische Gesundheitskarte (eGK), die dem Nachweis der Berechtigung zur Inanspruchnahme von Leistungen im Rahmen der vertragsärztlichen Versorgung (Versicherungsnachweis) dient sowie der Abrechnung mit den Leistungserbringern.
Während die eGK den Zugang zur vertragsärztlichen Versorgung rechtlich absichert (§ 291 Abs. 1 Satz 2 SGB V, § 13 Abs. 1 BMV), gibt es für im Basistarif Versicherte keine entsprechende gesetzliche Regelung.
Der Vertragsarzt ist berechtigt, die Behandlung eines gesetzlich Versicherten, der das 18. Lebensjahr vollendet hat und nicht akut behandlungsbedürftig ist, vorbehaltlich einer Privatbehandlung abzulehnen, wenn dieser nicht vor der Behandlung die elektronische Gesundheitskarte vorlegt (§ 13 Abs. 7 BMV).
Verletzt der Basistarif-Versicherte die Ausweisobliegenheit, ist der Versicherer berechtigt, einen Verwaltungskostenabschlag in Höhe von 5 Euro bei jedem zur Erstattung eingereichten Beleg bis zu einem Betrag von 50 Euro kalenderjährlich abzuziehen (§ 10 Nr. 2 AVB/BT).

### Sicherstellung der ärztlichen Versorgung

#### Gesetzliche Regelung
Versicherten im Basistarif steht die Wahl unter den Ärzten und Zahnärzten frei, die zur vertragsärztlichen bzw. -zahnärztlichen Versorgung in der GKV zugelassen sind (Vertragsärzte bzw. Vertragszahnärzte, § 4 Nr. 2 der AVB/BT 2009). Die Kassenärztlichen Vereinigungen haben gem. § 75 Abs. 3a SGB V auch die ärztliche Versorgung der im Basistarif versicherten Personen mit den in diesem Tarif versicherten ärztlichen Leistungen sicherzustellen. An die Sicherstellung gem. § 75 Abs. 3a Satz 1 SGB V sind keine geringeren Anforderungen zu stellen sind als an die Sicherstellung der vertragsärztlichen Versorgung der gesetzlich Versicherten gem. § 75 Abs. 1 und 2 SGB V.
Vertragsärzte und Vertragszahnärzte sind nicht unmittelbar aus dem Sicherstellungsauftrag verpflichtet, Versicherte zu den Bedingungen des Basistarifs zu behandeln, weil sich dieser Auftrag nicht unmittelbar an die Vertragsärzte und Vertragszahnärzte richtet, sondern an die von ihren Mitgliedern unabhängigen Kassenärztlichen Vereinigungen als Körperschaften des öffentlichen Rechts.
Es bleibt den Kassenärztlichen Vereinigungen und Kassenzahnärztlichen Vereinigungen überlassen, in welcher Art und Weise sie den gesetzlichen Auftrag am zweckmäßigsten erfüllen. Dies bedeutet, dass KV bzw. KZV ggf. dafür sorgen müssen, dass der Basistarifversicherte von einem Arzt bzw. Zahnarzt in zumutbarer Entfernung zu den Bedingungen des Basistarifs behandelt wird.
Soweit eine Kassenärztliche Vereinigung ihre Mitglieder nicht verpflichtet, Versicherte des Basistarifs zu behandeln, steht es den Vertragsärzten frei, ob sie diese Versichertengruppe behandeln. Nur wenn sich der Versicherte als im Basistarif versichert ausweist und der Vertragsarzt sich daraufhin auf eine Behandlung zu dessen Bedingungen einlässt, gelten für die Höhe der berechneten Leistung die zum 1. April 2010 vereinbarten vergütungsbeschränkenden Steigerungsfaktoren. Die Ärzte haben also die Wahl, entweder eine Behandlung zu diesen verringerten Steigerungssätzen durchzuführen, eine Behandlung abzulehnen oder mit dem Patienten eine reguläre Privatliquidation nach der GOÄ/GOZ zu vereinbaren. Hinsichtlich Art und Umfang der Behandlungsleistungen bleiben jedenfalls die GOÄ bzw. GOZ maßgebliche Berechnungsgrundlage, denn dazu gibt es keinen kollektivrechtlichen schriftlichen Vertrag zwischen der Kassen(zahn)ärztlichen Bundesvereinigung und dem PKV-Verband im Sinne des § 72 Abs. 2 SGB V.
Es ist höchstrichterlich anerkannt, dass ein Arzt bei einer Privatbehandlung nicht das ihm vom Verordnungsgeber in § 5 GOÄ eingeräumte Ermessen verletzt, wenn er nach Schwierigkeit und Zeitaufwand durchschnittliche ärztliche Leistungen mit dem Höchstsatz der Regelspanne, d. h. zum 2,3-fachen Satz abrechnet. Das bedeutet, dass für im Basistarif Versicherte, die nicht mit den im Basistarif versicherten ärztlichen Leistungen versorgt werden, nicht die vollen, nach Gebührenrecht berechnungsfähigen Aufwendungen erstattet werden. Die Versicherten müssen vielmehr sowohl die nicht im Pflichtkatalog der GKV enthaltenen Leistungen als auch die die Erstattungssätze der AVB/BT 2009 übersteigenden Gebührenanteile selber tragen.
Eine Beteiligung an diesen zusätzlichen Behandlungskosten sehen die Fürsorgesysteme der Grundsicherung für Arbeitsuchende und der Lebensunterhaltsleistungen der Sozialhilfe für privat krankenversicherte Leistungsbeziehende nicht vor.

#### Rechtspolitik
Der Koalitionsvertrag der Großen Koalition aus dem Jahr 2005 sah eine verbindliche Verankerung der abgesenkten Gebührensätze im ärztlichen Gebührenrecht (GOÄ und GOZ) und eine entsprechende Behandlungspflicht der Vertragsärzte vor. Der Entwurf des GKV-WSG enthielt in diesem Zusammenhang einen § 178 b VVG-E. Dieser sollte einen Direktanspruch der Leistungserbringer auf Bezahlung ihrer Leistungen gegenüber den Krankenversicherern regeln. Der Anspruch sollte komplementär zu ihrer neu einzuführenden Pflicht sein, privat Versicherte im Basistarif ambulant zu denselben Konditionen zu behandeln wie GKV-Versicherte. Eine gesetzliche Regelung war jedoch gegen den Widerstand namentlich der Bundesärztekammer politisch nicht durchsetzbar.
Eine Initiative des Bundesrates im Jahr 2011, die Verpflichtung zur Teilnahme an der vertragsärztlichen Versorgung gem. § 95 SGB V auf die im Basistarif Versicherten auszuweiten, erachtete die Bundesregierung als nicht geboten und wurde daher nicht umgesetzt.

### Zuzahlungen und Belastungsgrenze
Die Tatbestände für Zuzahlungen gestalten sich ähnlich wie in der GKV, variieren jedoch teilweise in der Höhe. Auch im Basistarif sind Zuzahlungen nur bis zur individuellen Belastungsgrenze zu leisten (§ 62 SGB V: 2 % der Bruttoeinkünfte bzw. 1 % bei nachgewiesener chronischer Erkrankung). Die Chroniker-Richtlinie des Gemeinsamen Bundesausschusses ist entsprechend anzuwenden. Die in Abzug gebrachten Zuzahlungen werden kalenderjährlich durch die Versicherungsunternehmen erfasst, ein Erlass der die Belastungsgrenze übersteigenden Zuzahlungen erfolgt, sobald der Versicherte diese Grenze erreicht hat.

### Abrechnung
Wie auch sonst in der Privaten Krankenversicherung erfolgt die Rechnungstellung gegenüber dem Versicherten. Es gilt das Kostenerstattungsprinzip.
Nach § 6 Abs. 3 der AVB/BT 2009 ist der Versicherer jedoch berechtigt, in vertraglichem Umfang auch direkt an den Rechnungssteller zu leisten (z. B. Arzt, Therapeut, Apotheke), wenn dieser ihm die den Anforderungen der Allgemeinen Versicherungsbedingungen genügende Rechnung übersendet. Der vertragliche Kostenerstattungsanspruch des Versicherungsnehmers ist dann insoweit erfüllt.
Die PKV hat es der gesetzlichen Krankenversicherung gleichgetan und die Praxisgebühr zum 1. Januar 2013 abgeschafft.

## Basistarif bei Hilfebedürftigkeit

### Versicherungspflicht
Personen, die Bürgergeld oder Sozialhilfe beziehen, sind grundsätzlich in der gesetzlichen Krankenversicherung versicherungspflichtig (§ 5 Abs. 1 Nr. 2a, Nr. 13 SGB V). Für Empfänger von Hilfe zum Lebensunterhalt, Grundsicherung im Alter und bei Erwerbsminderung und Hilfe zur Pflege nach dem SGB XII sowie von Eingliederungshilfe nach dem SGB IX gilt die Versicherungspflicht in der PKV nach § 193 Abs. 1 VVG deshalb nicht, wenn der Leistungsbezug vor dem 1. Januar 2009 begonnen hat (§ 193 Abs. 3 Satz 2 Nr. 4 VVG).
Personen, die seit dem 1. Januar 2009 Bürgergeld beziehen und vor dem Bezug zuletzt privat krankenversichert oder unversichert waren, insbesondere Personen, die hauptberuflich selbständig erwerbstätig waren, sind nicht mehr in der GKV versicherungspflichtig (§ 5 Abs. 5a, Abs. 5 SGB V), sie sind auch nicht nach § 10 SGB V familienversichert (§ 5 Abs. 5a Satz 3 SGB V). Für diese Personen besteht grundsätzlich Versicherungspflicht in der PKV, die sie auch mit einem vor dem 1. April 2007 vereinbarten Krankheitskostenversicherungsvertrag erfüllen können (§ 193 Abs. 3 Satz 3 VVG). Nur Personen, die am 31. Dezember 2015 familienversichert waren, verbleiben in der GKV, sind jedoch seit dem 1. Januar 2016 selbst versicherungs- und damit auch beitragspflichtig (§ 5 Abs. 5a Satz 4 SGB V).

### Aufnahme in den Basistarif
Unversicherte Personen, Personen, die vor dem 1. Januar 2009 eine PKV abgeschlossen haben und Versicherte, die hilfebedürftig nach dem Zweiten oder Zwölften Buch Sozialgesetzbuch sind, können seit dem 1. Januar 2009 von dem Versicherer verlangen, dass dieser ihnen eine Versicherung im Basistarif gewährt bzw. einem entsprechenden Tarifwechsel unter Anrechnung der aus dem Vertrag erworbenen Rechte und der Alterungsrückstellung zustimmt (§ 152 Abs. 2 VAG, § 204 Abs. 1 Nr. 1 b VVG).
Die Hilfebedürftigkeit ist gegenüber dem Versicherungsunternehmen anzuzeigen und auf Antrag von dem jeweiligen Träger der Leistung (Jobcenter, Sozialamt) zu prüfen und zu bescheinigen.
Für Bezieher von Leistungen nach dem SGB II oder XII kann durch die Sozialbehörden weder aus der bestehenden Versicherungspflicht noch aus der Existenz des Basistarifs eine Verpflichtung zum Wechsel in den Basistarif abgeleitet werden.
Dies bedeutet aber nicht, dass die Behörden Beiträge in anderen Tarifen ungeachtet der Beitragshöhe übernehmen. Gem. § 32 Abs. 4 SGB XII ist lediglich die Übernahme von Beiträgen bis zur Höhe des sich nach § 152 Abs. 4 VAG ergebenden halbierten monatlichen Beitrags für den Basistarif vorgesehen. Auch § 26 SGB II begrenzt den Beitragszuschuss auf die Höhe des nach § 152 Abs. 4 VAG halbierten Beitrags für den Basistarif in der privaten Krankenversicherung, den Hilfebedürftige zu leisten haben. Möchten Versicherte in einem anderen, ggf. umfangreicheren Tarif verbleiben, können sie von den Sozialbehörden im Rahmen bestehender Mitwirkungspflichten dazu aufgefordert werden, von dem jeweiligen Versicherungsunternehmen den fiktiven individuellen Beitrag zum Basistarif berechnen zu lassen. Im Rahmen der Sozialleistungen werden Beiträge zu anderen Tarifen bis maximal zu diesem fiktiv ermittelten individuellen Beitrag zum Basistarif übernommen, da ein Wechsel in den Basistarif nach gegenwärtiger Rechtsprechung grundsätzlich als zumutbar gilt. Eine ggf. bestehende Beitragsdifferenz zu Normaltarifen oder vertraglich vereinbarte Selbstbehalte zu Normaltarifen sind von den Versicherten selbst zu tragen.
Auch wenn Sozialbehörden keinen unmittelbaren Zwang ausüben dürfen, um einen Wechsel in den Basistarif zu erreichen, führt die grundsätzliche Zumutbarkeit eines Wechsels zusammen mit der Begrenzung der Beitragszahlung auf den individuellen halbierten Beitrag zum Basistarif dazu, dass viele hilfebedürftige PKV-Versicherte aus Normaltarifen in den Basistarif wechseln müssen, sofern ihr bisheriger Beitrag den individuellen halbierten Beitrag zum Basistarif übersteigt.

#### Vorübergehende Hilfebedürftigkeit aufgrund der COVID-19-Pandemie
Der Gesetzgeber geht davon aus, dass unter den schätzungsweise eine Million Selbständigen und Kleinunternehmern die Zahl derjenigen, die aufgrund der COVID-19-Pandemie in Deutschland auf einen Beitragszuschuss zur privaten Krankenversicherung nach dem Zweiten Buch Sozialgesetzbuch angewiesen sind oder bei denen der Versicherungsbeitrag zur Kranken- und Pflegeversicherung als Bedarf nach dem Zwölften Buch Sozialgesetzbuch berücksichtigt wird, steigen wird. Um zu verhindern, dass privat Krankenversicherte aufgrund vorübergehender Hilfebedürftigkeit dauerhaft im Basistarif der privaten Krankenversicherung versichert sein werden, haben sie gem. § 204 Abs. 2 VVG bei einem Wechsel in den Basistarif nach dem 15. März 2020 auf Grund bestehender Hilfebedürftigkeit ein Rückkehrrecht in ihren vorherigen Versicherungstarif unter Berücksichtigung vormals erworbener Rechte ohne erneute Gesundheitsprüfung, wenn die Hilfebedürftigkeit innerhalb von zwei Jahren nach dem Wechsel in den Basistarif endet. Hierdurch soll verhindert verhindert, dass privat Krankenversicherte, die vorübergehend hilfebedürftig werden, dauerhaft im Basistarif versichert sind und – nach Beendigung der Hilfebedürftigkeit – den vollen Beitrag im Basistarif bei in der Regel gleichzeitig geringerem Leistungsversprechen als im vorherigen Tarif zu tragen haben.

### Beitragshöhe
Bis Januar 2011 mussten privatversicherte Arbeitslosengeld-II-Bezieher einen Teil des Beitrags für den Basistarif aus den Regelleistungen finanzieren (sog. PKV-Beitragslücke). Mit dem Urteil des Bundessozialgerichts vom 18. Januar 2011 wurde diese Praxis aufgehoben. Die zuständigen Stellen übernehmen seither PKV-Beiträge bis zur Höhe des individuellen halbierten Basistarifs.
Mit dem 9. SGB II-Änderungsgesetz wurde die BSG-Rechtsprechung durch eine Neuregelung des § 26 SGB II zum 1. Januar 2017 umgesetzt. Nach § 26 Abs. 1 Satz 1 und Abs. 3 Satz 1 SGB II n.F. ist der Zuschuss zu den Beiträgen zur Kranken- und Pflegeversicherung begrenzt auf die Höhe des nach § 152 Abs. 4 VAG halbierten Beitrags für den Basistarif in der privaten Krankenversicherung und die Hälfte des Höchstbeitrags in der sozialen Pflegeversicherung.
Nach § 32 Abs. 5 SGB XII in der bis zum 31. Dezember 2017 geltenden Fassung wurden, sofern eine Krankenversicherung bei einem privaten Versicherungsunternehmen besteht, für Bezieher von Grundsicherung im Alter und bei Erwerbsminderung und von Sozialhilfe die Aufwendungen übernommen, soweit sie „angemessen“ waren. Bei der Betrachtung war sowohl zu prüfen, ob für den Leistungsberechtigten eine preisgünstigere Krankenversicherung möglich ist als auch, ob durch den Versicherungsschutz eine Bedarfsdeckung im Rahmen der sozialhilferechtlichen Existenzsicherung erreicht wurde. Seit dem 1. Januar 2018 werden der bisherigen Verwaltungspraxis entsprechend nur Beiträge bis zur Höhe des sich nach § 152 Abs. 4 VAG ergebenden halbierten monatlichen Beitrags für den Basistarif anerkannt, sofern die Versicherungsverträge der Versicherungspflicht des § 193 Abs. 3 VVG genügen. Ein höherer Beitrag wird nur ausnahmsweise und nur für die Dauer bis zu maximal sechs Monaten anerkannt (§ 32 Abs. 4 Satz 3 und 4 SGB XII n.F.). Gem. § 32 Abs. 6 SGB XII sind seit 1. Januar 2018 außerdem Beiträge für die nach § 19 SGB XII Leistungsberechtigten bis zu einer Höhe des nach § 110 Abs. 2 Satz 3 SGB XI halbierten Höchstbeitrags in der sozialen Pflegeversicherung als angemessener Bedarf anzuerkennen.

### Zahlungsweg
Die von dem Sozialleistungsträger zu übernehmenden Aufwendungen werden nicht an den Berechtigten (Versicherten) selbst, sondern direkt an das Versicherungsunternehmen gezahlt, bei dem die leistungsberechtigte Person versichert ist (§ 26 Abs. 5 SGB II, § 32a Abs. 2 SGB XII).
Der Versicherte kann zwar weiterhin die Beitragszahlung aus dem öffentlich-rechtlichen Sozialrechtsverhältnis bei dem Sozialleistungsträger geltend machen, er kann aber im Streitfall nur Auszahlung an das Versicherungsunternehmen verlangen.

### Zahl der Hilfebedürftigen im Basistarif
Das Versichertenkollektiv ist durchgehend wesentlich kleiner als die ursprünglich angenommen 300 000 Personen. Ausgehend von 13.500 Versicherten mit Beitragshalbierung wegen Hilfebedürftigkeit im Jahr 2009 war bis 2018 ein Anstieg auf 18.900 Versicherte zu verzeichnen.
Von insgesamt 8,75 Millionen Vollversicherten in der PKV ist hochgerechnet nur jedes dreihundertste Mitglied im Basistarif versichert, was eine weiterhin geringe Inanspruchnahme des Basistarifes ausweist (Stand 2018).

## Vertragsbeendigung

### Durch den Versicherer
Verträge im Basistarif können von den Versicherern nicht gekündigt werden (§ 206 Abs. 1, § 193 Abs. 3 VVG). Tritt ein Zahlungsrückstand in bestimmter Höhe ein, ruht der Vertrag lediglich, es sei denn, der Versicherte ist oder wird hilfebedürftig nach dem SGB II oder XII und weist dem Versicherer den Leistungsbezug nach (§ 193 Abs. 6 VVG). Solange der Vertrag ruht, gilt der Versicherungsnehmer als im Notlagentarif nach § 153 VAG (auch Nichtzahlertarif) mit eingeschränkten Leistungen und reduziertem Beitrag versichert. Sind alle rückständigen Prämienanteile einschließlich der Säumniszuschläge und der Beitreibungskosten gezahlt, wird der Vertrag wieder im Basistarif fortgesetzt (§ 193 Abs. 9 VVG). Der Notlagentarif hingegen ist zumindest außerordentlich kündbar, wenn dem Versicherer die Fortsetzung des Vertragsverhältnisses unter Berücksichtigung aller Umstände des Einzelfalls und unter Abwägung der beiderseitigen Interessen, insbesondere der Versicherungspflicht gemäß § 193 Abs. 3 VVG nicht zugemutet werden kann (§ 14 AVB/NLT 2013).
Das Rücktrittsrecht des Krankenversicherers bei grob fahrlässiger Verletzung vorvertraglicher Anzeigepflichten (§ 19 Abs. 4 VVG) besteht auch dann, wenn der Versicherungsnehmer einen Anspruch auf Versicherungsschutz im Basistarif hat. Dem Versicherungsnehmer steht in diesem Fall gemäß § 193 Abs. 5 VVG ein Anspruch zu, bei jedem anderen in Deutschland zum Geschäftsbetrieb zugelassenen Versicherungsunternehmen im Basistarif versichert zu werden.

### Durch den Versicherten
Der Versicherte kann den Vertrag kündigen, wenn er, z. B. bei Aufnahme einer abhängigen Beschäftigung in der gesetzlichen Krankenversicherung versicherungspflichtig wird, oder wenn der Versicherer den Beitrag erhöht. Jedoch muss er dem bisherigen Versicherer nachweisen, dass er bei einer anderen Versicherung einen Vertrag abgeschlossen hat, der den gesetzlichen Anforderungen an die Versicherungspflicht aus § 193 Abs. 3 VVG genügt (§ 205 VVG, § 13 AVB/BT 2009).
Das Versicherungsverhältnis endet außerdem mit dem Tod des Versicherten oder wenn dieser seinen Wohnsitz oder gewöhnlichen Aufenthalt in Deutschland aufgibt.

## Mitgliederentwicklung und -herkunft
Die Zahl der Versicherten im Basistarif hat sich wie folgt entwickelt:
| Versicherte Personen                                  | 2018   | 2017   | 2016   | 2015   | 2014   | 2013   | 2012   | 2011   | 2010   | 2009   |
| ----------------------------------------------------- | ------ | ------ | ------ | ------ | ------ | ------ | ------ | ------ | ------ | ------ |
| insgesamt                                             | 32.000 | 31.400 | 30.300 | 29.400 | 28.700 | 26.700 | 30.200 | 23.700 | 21.000 | 13.500 |
| aus dem modifizierten Standardtarif                   | 1.700  | 1.900  | 2.100  | 2.700  | 2.900  | 3.200  | 3.700  | 4.100  | 4.300  | 4.600  |
| aus der Nichtversicherung                             | 12.900 | 12.800 | 12.800 | 11.200 | 11.200 | 10.200 | 9.900  | 7.700  | 7.300  | 5.200  |
| aus der GKV                                           | 500    | 500    | 500    | 500    | 500    | 500    | 500    | 400    | 400    | 300    |
| Wechsel innerhalb eines Unternehmens                  | 15.500 | 14.700 | 13.500 | 13.500 | 12.600 | 11.400 | 15.000 | 11.400 | 8.400  | 3.200  |
| Wechsel zwischen den Unternehmen                      | 900    | 900    | 900    | 900    | 1.000  | 900    | 700    | 500    | 400    | 200    |
| sonstiger Zugang                                      | 500    | 600    | 500    | 600    | 500    | 500    | 400    | 300    | 200    | 0      |
| davon mit Beitragshalbierung wegen Hilfebedürftigkeit | 18.900 | 18.300 | 17.500 | 16.500 | 15.400 | 13.900 | 11.900 | 9.600  | 6.900  | 4.600  |

Danach hat die Anzahl der privat krankenversicherten Personen, die bei verringertem Einkommen und bei Hilfebedürftigkeit im Sinne des SGB II oder SGB XII im PKV-System verbleiben, stetig zugenommen.

## Verfassungsmäßigkeit
Eine Verfassungsbeschwerde von fünf Versicherungsunternehmen und drei in Normaltarifen privat versicherten Personen gegen den Basistarif war erfolglos. Die Einführung des Basistarifs „zur Sicherstellung eines lebenslangen, umfassenden Schutzes der PKV-Mitglieder“ wurde als verfassungsgemäß erachtet. Der Basistarif stelle eine „Volksversicherung aus zwei Versicherungssäulen“ und „sozialstaatliche Indienstnahme der privaten Krankenversicherungsunternehmen zum gemeinen Wohl“ dar. Das deutsche Gesundheitswesen gründe jedoch weiterhin auf den beiden Säulen GKV und PKV. Zur Erleichterung des Versicherungswechsels und zur Verbesserung des Wettbewerbs in der PKV durfte der Gesetzgeber die teilweise Portabilität der Alterungsrückstellungen vorsehen. Den Gesetzgeber trifft jedoch eine Beobachtungspflicht im Hinblick auf die Folgen der Gesundheitsreform 2007 für die Versicherungsunternehmen und die bei ihnen Versicherten. Mögliche Folgen für GKV oder PKV konnte die Bundesregierung angesichts geringer Versichertenzahlen bisher nicht erkennen (Stand 15. Februar 2011).
Die Begrenzung der Beihilfegewährung auf die Erhöhungssätze, die für Versicherte im Basistarif der privaten Krankenversicherung gelten, verstößt gegen den allgemeinen Gleichheitssatz. Beamte und deren berücksichtigungsfähige Angehörige, die in Ermangelung einer Alternative im Basistarif versichert sind, werden dadurch gegenüber im Regeltarif krankenversicherten Beihilfeberechtigten benachteiligt. Hierfür fehlt es an einem sachlichen Rechtfertigungsgrund.
Die Vertragsleistungen des branchenweit einheitlichen Basistarifs müssen in Art, Umfang und Höhe jeweils den Pflichtleistungen nach dem Dritten Kapitel des Fünften Buches Sozialgesetzbuch, auf die ein Anspruch besteht, vergleichbar sein (§ 152 Abs. 1 Satz 1 VAG). Sollten diese Leistungen tatsächlich nicht erreichbar sein, da die Versicherten keinen entsprechenden Behandlungsanspruch gegen Ärzte und sonstige Leistungserbringer haben und auch die Kassen(zahn)ärztlichen Vereinigungen ihrem gesetzlichen Sicherstellungspflichten aus § 75 Abs. 3a Satz 1 SGB V nicht genügen, besteht bei hinreichend substantiierter Darlegung konkreter Versorgungsprobleme eine mit der Verfassungsbeschwerde rügefähige Grundrechtsverletzung und ein Anspruch auf weitere Leistungen gegen den hierfür zuständigen Sozialleistungsträger.